# バンクーバー教育委員会

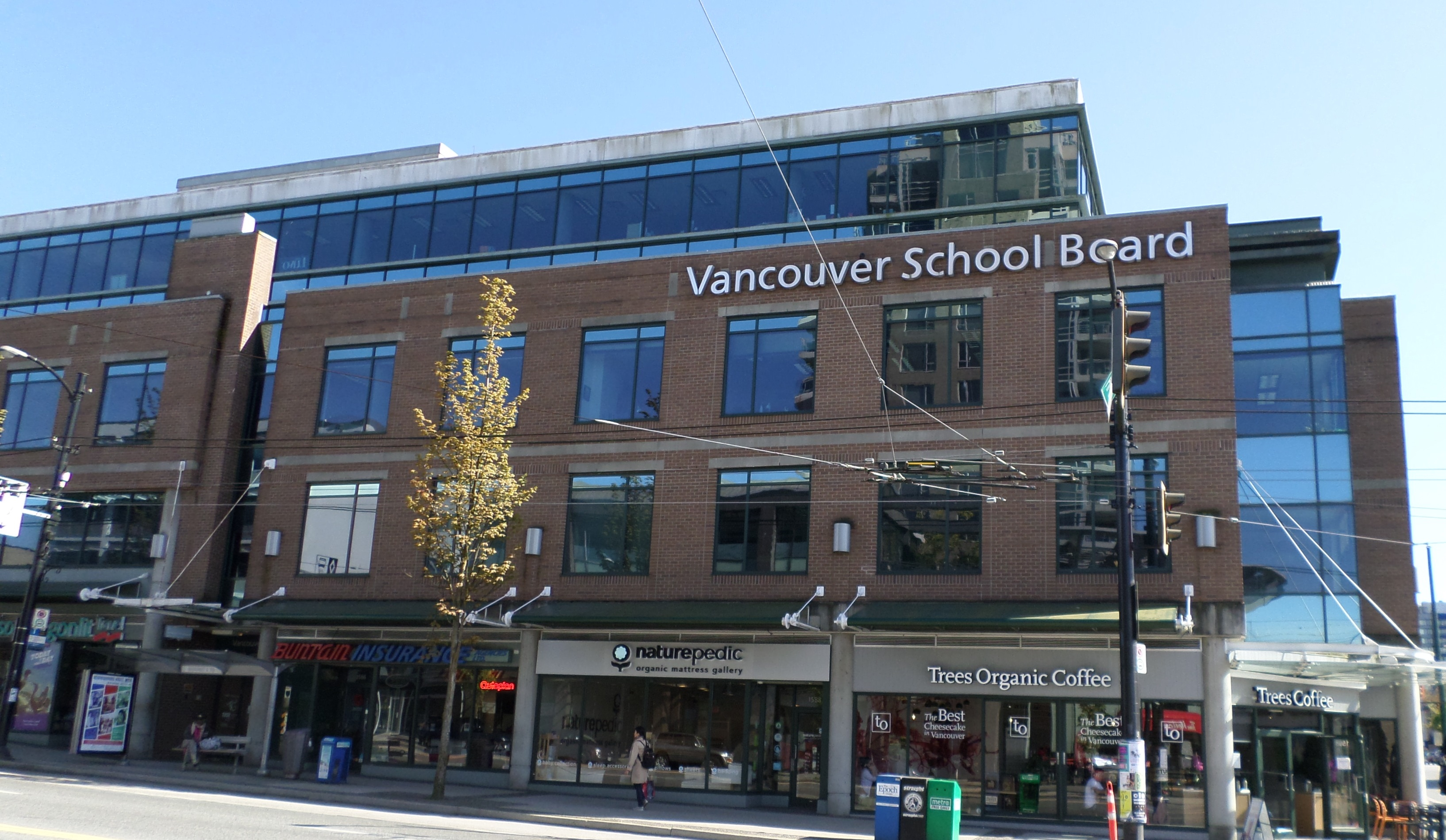
バンクーバー教育委員会の本社

バンクーバー教育委員会（Vancouver School Board、School District＃39）は、カナダ ブリティッシュ・コロンビア州 バンクーバーであるの学区だ。
バンクーバー学区は、幼稚園から12年生までの56,000人の学生と成人教育プログラムの3,000人以上の成人と、継続教育に属する40,000人以上の人々にプログラムを提供する大規模都市文化学区だ。

## 特殊プログラム
- 大学変更プログラム（The University Transition Program）
- TREK野外教育プログラム
- 国際バカロレア
- シティスクール（City School）
- アドバンストプレースメント（AP）